# 伊澤平藏
3代 伊澤 平藏（いさわ / いざわ へいぞう、1838年（天保9年）12月 - 1911年（明治44年）3月19日）は、日本の実業家、政治家。貴族院多額納税者議員。旧姓・板橋。幼名・哲右衛門。衆議院議員、貴族院議員伊澤平左衛門の父。

## 経歴
陸奥国宮城郡笠神村（現・宮城県多賀城市）に生まれる。仙台に出て、醸造業伊澤平藏（2代目）の元で働き、平藏の娘を娶り婿養子となる。1889年（明治22年）仙台市が施行されると市会議員となる。同参事会員、宮城県会議員、仙台市長代理などを歴任する。この間、仙台商業会議所の議員を発足時（1891年）から務め、同副会頭（1899年）、同会頭（1904年）に就任した。
1906年（明治39年）に宮城県多額納税者として貴族院議員補欠選挙で互選され、同年9月29日から1908年（明治41年）7月2日まで務めた。この他同年、七十七銀行頭取に迎えられた。その後、健康を害し、事業を息子の平左衛門に任せた。1911年死去。